# Der Kampf ums Recht
Der Kampf ums Recht. Historischer Roman aus dem Südburgenland, ist ein historischer Roman von Josef Karl Homma. Der Roman spielt um das Jahr 1700. Homma thematisierte darin einen Konflikt zwischen der adligen Grundherrschaft unter Sigismund I. Batthyány und dem privilegierten Markt Pinkafeld (siehe Geschichte Pinkafelds), Macht- und Intrigenspiele in der ausklingenden Zeit des Feudalismus. Der Roman wurde mehrmals als Schauspiel aufgeführt, unter anderem 2001 in der von Christian Putz dramatisierten Fassung im Rahmen der Burgspiele Güssing unter der Leitung des Regisseurs Frank Hoffmann.

## Das Werk
Der Kampf ums Recht ist der einzige Roman des Autors. Homma war unter anderem Leiter des Archiv- und Bibliothekswesens des burgenländischen Landesarchivs. Als Verfasser zahlreicher Schriften, die auch ausführlich die Geschichte des Südburgenlandes behandelten, hatte Homma ein umfangreiches historisches Wissen zu dem literarisch bearbeiteten Thema. Drei Jahre nach Erscheinen des Werks wurde Josef Karl Homma Bürgermeister von Pinkafeld, dem Hauptschauplatz seines Romans.
Im Vorwort zum Roman schreibt der Verfasser Homma: „Die Grundlagen sind dem Pinkafelder Markt- und Zunftarchiv entnommen. Die verbindende Handlung Jost Schröckh stellt wohl eine freie Kombination dar, indessen sind zu ihrem Aufbau größtenteils Details aus alten Akten verwendet worden. Aus Schicklichkeitsgründen wurden einzelne Namen handelnder Personen mit anderen zeitgenössischen vertauscht. Die Sprache klingt an jene der Zeit an, doch wurde im Interesse der allgemeineren Verständlichkeit eine zu starke Anlehnung vermieden.“

## Handlung
Graf Sigismund I. Batthyány hatte bei Übernahme der Herrschaft Pinkafeld die „alten“ Privilegien des Marktes freiwillig bestätigt. Auf Grund eines Vertrages, den der Graf im Jahr 1700 mit vier Ratsherren, als Vertreter des Marktes, im Pinkafelder Schloss unterzeichnet hatte, kümmerte er sich allerdings wenig um diese Vorrechte wie die freie Gerichtsbarkeit, das Weiderecht oder den freien Weinhandel. Doch die vier Herren hatten den Markt mit ihrer Unterschrift verraten, denn sie unterschrieben ohne das Wissen der anderen Bürger. Sie hatten sich persönliche Vorteile von ihrer Unterschrift versprochen.
In der Bürgerschaft machte sich Widerstand gegen die Verräter und den Vertrag breit. Da Proteste beim Grafen nichts nützten, wurde eine Abordnung von Pinkafelder und Unterschützener Bürgern, die dem Grafen ebenfalls Privilegienverletzungen vorwarfen, bei Kaiser Leopold in Wien vorstellig, der eine Kommission unter dem Vorsitz des Bischofs Kollonitsch zur Untersuchung der Sachlage einsetzte. Während des, mehrere Wochen dauernden, Aufenthalts der Abordnung in Wien entspannen sich in Pinkafeld gewaltige Unruhen. Der Rädelsführer des „Vertrags-Verrats“, der reiche und „verdiente“ Ratsälteste Hieronymus Grötschl, beschuldigte den von ihm finanziell abhängigen und am Verrat unschuldigen ehemaligen Ratsherren Jost Schröckh. Zahlreiche Verleumdungen und Intrigen führten schließlich zur Verurteilung des Jost Schröckh zum Tode. Nur die Intervention des Grafen konnte noch die Justifizierung verhindern. Panduren des Grafen griffen in letzter Sekunde ein und retteten den Verurteilten vor versammelter Menge am Pinkafelder Gerichtsberg vor dem Henker.
Simerl Greiner, der Sohn eines der Unterzeichner, hatte den Grundherren um Hilfe gebeten. Sigismund Batthyány begründete sein Eingreifen mit dem Umstand, dass die Verurteilung nicht rechtens sei. Nur er, der Graf, hätte ein derartiges Urteil sprechen können, da die Bürger ihr Privileg der Blutgerichtsbarkeit aufgrund des Vertrags verwirkt hätten! Jost Schröckh  wurde wegen der Vorkommnisse schwermütig und nahm sich das Leben. Der flüchtige und schließlich seiner Untaten überführte Grötschl richtete sich selbst.